# تلوندی
تلوندی، روستایی از توابع بخش سرفاریاب شهرستان کهگیلویه در استان کهگیلویه و بویراحمد ایران است.

## جمعیت
این روستا در دهستان سرفاریاب قرار دارد و براساس سرشماری مرکز آمار ایران در سال ۱۳۸۵، جمعیت آن ۱۸۸ نفر (۳۵خانوار) بوده‌است.